# Chaetostoma formosae
Chaetostoma formosae — вид сомоподібних риб з родини лорікарієвих (Loricariidae). Описаний у 2011 році.

## Поширення
Ендемік Колумбії. Поширений у басейнах річок Мета і Ґуав'яре (ліві притоки Оріноко).

## опис
Дрібна рибка, завдовжки до 9,7 см.